# Baudouin IV de Hainaut
Pour les articles homonymes, voir Baudouin IV.
Baudouin IV de Hainaut, dit « Baudouin l'édificateur » ou « Baudouin le bâtisseur », né en 1108, mort le 8 novembre 1171, comte de Hainaut de 1120 à 1171, fils de Baudouin III, comte de Hainaut, et de Yolande de Wassemberg.
Comme il est mineur à la mort de son père, la régence est assurée par sa mère qui dirige le pays avec prudence et fermeté. Elle négocie les fiançailles de son fils avec Alix de Namur, et assure par traité les droits de cette dernière au comté de Namur. Elle laisse son fils gouverner en 1127.
Peu après, le comte de Flandre Charles de Danemark est assassiné et plusieurs prétendants, parmi lesquels figure Baudouin, se manifestent. Le roi de France Louis VI le Gros choisit Guillaume Cliton. Irrité, Baudouin envahit le pays d'Alost, mais se rend compte qu'il ne peut garder sa conquête et se retire en incendiant Audenarde. Après la mort de Guillaume (1128), il tente à nouveau de conquérir la Flandre, mais est repoussé par Thierry d'Alsace, le nouveau comte.
En 1147, il profite du départ de Thierry en croisade pour envahir à nouveau la Flandre, malgré le risque d'excommunication qu'il encourt pour s'attaquer aux biens d'un croisé. Sibylle d'Anjou, femme de Thierry, réussit à défendre ses terres, le temps que Thierry revienne en hâte de Constantinople. La guerre fait rage et ravage les deux comtés. Finalement, les deux comtes, las de leur conflit, concluent la paix en 1151 et fiancent leurs enfants. Ce mariage conduit quarante ans plus tard à la réunion des deux comtés.
Baudouin se consacre à soumettre ses vassaux les plus indociles, et réunit au comté plusieurs terres. Il acquiert son surnom de bâtisseur en fortifiant la plupart des villes du Hainaut et en favorisant la construction d'églises et de cathédrales. En 1169, à l'occasion des noces de son fils avec Marguerite d'Alsace, il fait visiter son palais en construction, à Valenciennes, à plusieurs seigneurs. Ils ont l'imprudence de monter sur des échafaudages mal étayés qui s'écroulent sous eux. Certains se relèvent légèrement blessés, mais Baudouin a les cuisses et les reins brisés. Il meurt deux ans plus tard.

## Mariage et enfants
Il épouse vers 1130 Alix de Namur (1115 † 1169), dernière fille de Godefroy, comte de Namur, et d'Ermensende de Luxembourg, sa seconde femme. Elle meurt en juillet 1169 et est inhumée dans l'église de Sainte Waudru de Mons. C'est par ce mariage que leurs descendants héritent du marquisat de Namur. Leurs enfants sont :
- Baudouin, mort jeune, enterré à Binche ;
- Godefroy, comte d'Ostrevant, mort à Mons à 16 ans le 6 avril 1159 (ou 1161) sans postérité, marié à 15 ans avec Éléonore de Vermandois ;
- Baudouin V (1150 † 1195), comte de Hainaut dit « Baudouin le courageux » ;
- Guillaume de Hainaut, seigneur de Château-Thierry au comté de Namur, marié en premières noces avec Mahaud de Lalaing, et en secondes noces avec Avoye de Saint-Sauve ;
- Henri, seigneur de Sebourg, d'Angre et du Fay. Il gît à Sebourg où, sur sa tombe, il est écrit « oncle de Baudouin, empereur de Constantinople », marié avec Jeanne de Cysoing ;
- Yolande, mariée en premières noces avec Yves de Nesle, seigneur de Nesle et comte de Soissons, mort sans enfants en 1178, puis en secondes noces avec Hugues IV, comte de Saint-Pol ;
- Agnès, dite la Boiteuse, première femme de Raoul, sire de Coucy, de Marle, la Fere, Crécy, Vervins, Landousies et de Pinon, morte avant 1173 ;
- Laurence, qui avec son second mari, fait beaucoup de bien à l'abbaye du Val, à l'ordre de Citeaux, au diocèse de Paris, où elle est enterrée après sa mort survenue le 9 août 1181 ; mariée avec Thierry de Gand, dernier seigneur d'Alost et de Waes, avec lequel elle vivait encore en 1160 et qui meurt sans enfants en 1165 ; puis en secondes noces peu après 1171 avec Bouchard V, seigneur de Montmorency.

## Source
- J-J. de Smet, « Baudouin IV », Académie royale de Belgique, Biographie nationale, vol. 1, Bruxelles, 1866 [détail des éditions], p. 808-810.